# Festival international du film de Locarno 2023
Le Festival international du film de Locarno 2023, la 76e édition du festival (76o Festival del film Locarno), se déroule du 2 au 12 août 2023.

## Déroulement et faits marquants
Le 12 août 2023, le palmarès est dévoilé et c'est le film iranien Critical Zone (Mantagheye bohrani) de Ali Ahmadzadeh qui remporte le Léopard d'or. Le Prix spécial du jury est remporté par N'attendez pas trop de la fin du monde (Nu aștepta prea mult de la sfârșitul lumii) de Radu Jude, le Léopard pour la meilleure réalisation par Maryna Vroda pour Stepne. Dímitra Vlagopoúlou et Renée Soutendijk remportent le Léopard de la meilleure interprétation, respectivement pour Animal (de) et Sweet Dreams,.

## Jurys

### Concorso internazionale
- Lambert Wilson (président du jury), acteur  France
- Charlotte Wells, réalisatrice  Écosse
- Matthijs Wouter Knol, directeur de l'Académie européenne du cinéma  Pays-Bas
- Lesli Klainberg
- Zar Amir Ebrahimi, actrice  Iran

## Sélection
Source

### Concorso internazionale
- Animal de Sofía Exárchou  Grèce
- Baan de Leonor Teles  Portugal
- El auge del humano 3 de Eduardo Williams  Argentine
- Essential Truths of the Lake de Lav Diaz  Philippines
- Manga D'Terra de Laura Ferrés  Espagne
- Lousy Carter de Bob Byington  États-Unis
- Human Flowers of Flesh de Basil da Cunha  Suisse  Portugal
- Critical Zone (Mantagheye bohrani) de Ali Ahmadzadeh  Iran
- N'attendez pas trop de la fin du monde (Nu aștepta prea mult de la sfârșitul lumii) de Radu Jude  Roumanie
- Nuit obscure - Au revoir ici, n'importe où de Sylvain George  France
- The Invisible Fight (Nähtamatu võitlus) de Rainer Sarnet  Estonie
- Patagonia de Simone Bozzelli  Italie
- Rossosperanza de Annarita Zambrano  Italie
- Stepne de Maryna Vroda  Ukraine
- Sweet Dreams de Ena Sendijarević  Bosnie-Herzégovine
- The Vanishing Soldier de Dani Rosenberg  Israël
- Yannick de Quentin Dupieux  France

### Concorso Cineasti del presente
- Excursion (Ekskurzija) de Una Gunjak  Bosnie-Herzégovine
- Family Portrait de Lucy Kerr  États-Unis
- Dreaming & Dying de Nelson Yeo  Singapour  Indonésie
- La Morsure de Romain de Saint-Blanquat  France
- Rivière de Hugues Hariche  Suisse
- Todos los incendios de Mauricio Calderón Rico  Mexique
- Camping du Lac[4] de Éléonore Saintagnan  Belgique  France
- Touched de Claudia Rorarius  Allemagne
- On the Go de María Gisèle Royo et Julia de Castro  Espagne
- Whispers of Fire & Water de Lubdhak Chatterjee  Inde
- Negu hurbilak de Colectivo Negu  Espagne
- A Good Place (Ein schöner Ort) de Katharina Huber  Allemagne
- Rapture (Rimdogittanga) de Dominic Sangma  Inde
- Of Living Without Illusion (Und dass man ohne Täuschung zu leben vermag) de Katharina Lüdin  Allemagne  Suisse
- West Border (Xi du) de Yan Luo  Chine

### Piazza Grande
- Dammi de Yann Demange  France
- L'Étoile filante de Dominique Abel et Fiona Gordon  France  Belgique
- La Voie royale de Frédéric Mermoud  Suisse
- La bella estate de Laura Luchetti  Italie
- Guardians of the Formula (Čuvari formule) de Dragan Bjelogrlić  Serbie
- Anatomie d'une chute de Justine Triet  France
- Falling Stars de Richard Karpala et Gabriel Bienczycki  États-Unis
- Non sono quello che sono - The Tragedy of Othello di W. Shakespeare de Edoardo Leo  Italie
- La Paloma de Daniel Schmid  Suisse
- Continent magnétique de Luc Jacquet  France
- The Old Oak de Ken Loach  Royaume-Uni
- Smugglers (밀수) de Ryoo Seung-wan  Corée du Sud
- La Cité des femmes de Federico Fellini  Italie
- Theater Camp de Molly Gordon et Nick Lieberman  États-Unis
- Shayda de Noora Niasari  Australie

### Fuori concorso
- 5 Hectares de Émilie Deleuze  France
- Procida de Antonella Di Nocera  Italie
- What Remains de Ran Huang  Hong Kong  Royaume-Uni  Finlande
- Mademoiselle Kenopsia de Denis Côté  Canada
- Ricardo et la Peinture de Barbet Schroeder  Suisse  France
- Bonjour la langue de Paul Vecchiali  France
- Conann de Bertrand Mandico  Luxembourg  Belgique  France
- Nous les Barbares de Bertrand Mandico  Luxembourg  Belgique  France
- Topakk de Richard V. Somes  Philippines
- Lovano Supreme de Franco Maresco  Italie
- Best Secret Place de Caroline Poggi et Jonathan Vinel  France
- Mimì – Il principe delle tenebre de Brando De Sica  Italie

### Histoire(s) du Cinéma
- The Lodger de Alfred Hitchcock  Royaume-Uni
- Mogul Mowgli de Bassam Tariq  Royaume-Uni  États-Unis
- God afton, Herr Wallenberg de Kjell Grede  Suède  Hongrie
- Si le soleil ne revenait pas de Claude Goretta  Suisse  France
- La Chute du faucon noir de Ridley Scott  États-Unis
- Alphaville, une étrange aventure de Lemmy Caution de Jean-Luc Godard  France
- Woman at War (Kona fer í stríð) de Benedikt Erlingsson  Islande
- Days (Rìzi) de Tsai Ming-liang  Taïwan
- Will Hunting de Gus Van Sant  États-Unis
- Sergio Leone - L'italiano che inventò l'America de Francesco Zippel  Italie
- TAMARO. Pietre e angeli. Mario Botta Enzo Cucchi de Villi Hermann  Suisse
- La Porte du soleil (Bab el shams) de Yousry Nasrallah  Italie
- California Straight Ahead de Harry A. Pollard  États-Unis
- Final Report (Zárójelentés) de István Szabó  Hongrie
- Waalo Fendo (là où la terre gèle) de Mohammed Soudani  Suisse
- Gummo de Harmony Korine  États-Unis
- Spring Breakers de Harmony Korine  États-Unis
- Documentário de Rogério Sganzerla  Brésil
- O Abismo de Rogério Sganzerla  Brésil

## Palmarès

### Concorso Internazionale
- Léopard d'or : Critical Zone (Mantagheye bohrani) de Ali Ahmadzadeh  Iran
- Prix spécial du jury : N'attendez pas trop de la fin du monde (Nu aștepta prea mult de la sfârșitul lumii) de Radu Jude  Roumanie
- Léopard de la meilleure réalisation : Stepne de Maryna Vroda  Ukraine
- Léopard de la meilleure interprétation : Dímitra Vlagopoúlou pour Animal (de) de Sofía Exárchou  Grèce
- Léopard de la meilleure interprétation : Renée Soutendijk pour Sweet Dreams d'Ena Sendijarević  Pays-Bas
- Mention spéciale : Nuit obscure - Au revoir, ici, n'importe où de Sylvain George  France

### Concorso Cineasti del presente
- Léopard d'or : Dreaming & Dying de Nelson Yeo  Singapour  Indonésie
- Prix du meilleur réalisateur émergent : Katharina Huber pour A Good Place (Ein schöner Ort)  Allemagne
- Prix spécial du jury : Camping du Lac de Éléonore Saintagnan  Belgique  France
- Meilleure interprétation : Clara Schwinning pour A Good Place (Ein schöner Ort)  Allemagne
- Meilleure interprétation : Isold Halldórudóttir et Stavros Zafeiris pour Touched de Claudia Rorarius  Allemagne
- Mentions spéciales : Excursion (Ekskurzija) de Una Gunjak  Bosnie-Herzégovine et Negu hurbilak de Colectivo Negu  Espagne

### First Feature
- Prix pour la meilleure première œuvre : Dreaming & Dying de Nelson Yeo  Singapour  Indonésie

### Pardi di domani

#### Compétition internationale
- Pardino d’oro Swiss Life du meilleur court métrage d’auteur : The Passing d'Ivete Lucas et Patrick Bresnan  États-Unis
- Mention spéciale et candidat du festival pour les trophées européens : Been There de Corina Schwingruber Ilić  Suisse
- Pardino d’oro SRG SSR pour le meilleur court métrage international : En Undersøgelse Af Empati (A Study Of Empathy) d'Hilke Rönnfeldt  Danemark /  Allemagne
- Pardino d’argento SRG SSR de la compétition internationale : Du Bist So Wunderbar de Leandro Goddinho et Paulo Menezes  Allemagne /  Brésil
- Prix de la mise en scène Pardi di domani – BONALUMI Engineering : Eric K. Boulianne pour Faire Un Enfant  Canada
- Prix Medien Patent Verwaltung AG : Negahban (The Guard) d'Amirhossein Shojaei  Iran
- Mention spéciale : The Lovers de Carolina Sandvik  Suède

#### Compétition nationale
- Pardino d’oro Swiss Life du meilleur court métrage : Letzte Nacht de Lea Bloch
- Pardino d’argento Swiss Life : Night Shift de Kayije Kagame et Hugo Radi
- Prix pour le meilleur débutant suisse : Letzte Nacht de Lea Bloch

### Léopard Vert Ricola
- Léopard Vert Ricola : Guardians of the Formula (Čuvari formule) de Dragan Bjelogrlić  Serbie
- Mentions Spéciales : Procida de Antonella Di Nocera  Italie et Valley Pride de Lukas Marx  Autriche /  Allemagne

### Piazza Grande
- Prix du public : The Old Oak de Ken Loach  Royaume-Uni
- Prix Variety : Guardians of the Formula (Čuvari formule) de Dragan Bjelogrlić  Serbie

### Prix œcuménique
- Prix œcuménique : Patagonia de Simone Bozzelli  Italie
- Mention spéciale : N'attendez pas trop de la fin du monde (Nu aștepta prea mult de la sfârșitul lumii) de Radu Jude  Roumanie

### Prix des jurys des jeunes

#### Premier jury
- Premier prix : N'attendez pas trop de la fin du monde (Nu aștepta prea mult de la sfârșitul lumii) de Radu Jude  Roumanie
- Deuxième prix : Sweet Dreams de Ena Sendijarević  Bosnie-Herzégovine
- Troisième prix : Critical Zone (Mantagheye bohrani) de Ali Ahmadzadeh  Iran
- Prix "L'environnement c'est la qualité de la vie" : Nuit obscure - Au revoir, ici, n'importe où de Sylvain George  France
- Mention spéciale : Stepne de Maryna Vroda  Ukraine

#### Deuxième jury
- Prix du meilleur film de Cinéastes du Présent : Camping du Lac de Éléonore Saintagnan  Belgique  France
- Mention spéciale : On the Go de María Gisèle Royo et Julia de Castro  Espagne

#### Troisième jury
- Prix du meilleur film de Pardi di Domani : Z.O. de Loris G. Nese  Italie
- Prix du meilleur film suisse de Pardi di Domani : Canard d'Elie Chapuis  Suisse
- Prix du meilleur court métrage d’auteur : Intelligence de Jeanne Frenkel et Cosme Castro  France
- Mention spéciale : En Undersøgelse Af Empati (A Study Of Empathy) d'Hilke Rönnfeldt  Danemark /  Allemagne
- Prix de la section Open Doors : Rimana Wasi: Hogar De Historias de Ximena Málaga Sabogal et Piotr Turlej  Pérou.
- Mention spéciale : Plastico de Vero Kompalic  Venezuela

### Prix de la Semaine de la Critique
- Grand Prix : Monogamia d'Ohad Milstein  Israël
- Prix Zonta Club : Les Sœurs Pathan d'Éléonore Boissinot  France
- Prix Marco Zucchi : Les Premiers Jours de Stéphane Breton  France

### Prix spéciaux
- Léopard d'honneur (Pardo d'Onore) : Harmony Korine
- Léopard de la carrière (Pardo alla carriera) : Tsai Ming-liang
- Lifetime Achievement Award : Renzo Rossellini
- Excellence Award Davide Campari : Riz Ahmed
- The Leopard Club Award : Stellan Skarsgård
- Prix de la FIPRESCI : Stepne de Maryna Vroda  Ukraine
- Prix Europa Cinema Labels : Yannick de Quentin Dupieux  France